# Le Peuple des Dunes en Trégor
 (octobre 2015).
Le Peuple des Dunes en Trégor est un collectif français composé de 31 associations partenaires qui s'est monté le 7 janvier 2012 en opposition au projet d'extraction de sable coquillier en baie de Lannion porté par la Compagnie Armoricaine de Navigation (CAN), armateur sablier de Pontrieux, filiale du groupe Roullier,, qui est un peu le « Notre-Dame-des-Landes breton ».

## Projet d'extraction

### État d'avancement
En 2010, la CAN a déposé une demande de permis d’extraction de sable sur la dune sous-marine de la baie de Lannion, à environ 5 km des côtes, afin de pouvoir pomper chaque année 400 000 m3 de sable coquillier sur une durée de 20 ans. La CAN désire utiliser ce sable afin de fertiliser les terres agricoles trop acides, en Bretagne notamment. Si la CAN tient à s’approvisionner de cette manière, c’est que l’Union européenne lui a précédemment interdit l’accès aux gisements de maërl (substrat composé de débris d’algues qui présente des qualités similaires), près des côtes du Finistère, au titre de la directive sur la protection des habitats. Par ailleurs, elle exploite déjà deux gisements au large de Paimpol et dans la baie de Morlaix, insuffisant selon la CAN pour assurer la rentabilité économique de l’entreprise.
Le décret du 14 septembre 2015 accordant la concession de sables calcaires coquilliers dite « concession de la Pointe d'Armor » à la CAN a été publié le 16 septembre 2015,. Contrairement à ce que demandait la CAN, le volume d'extraction ne pourra excéder 250 000 m3 par an sur une durée de 15 ans. Cette autorisation est accordée par le ministre de l'économie d'alors, Emmanuel Macron, malgré l'opposition de Ségolène Royal, alors ministre de l'environnement, pour qui cette décision « n’était écologiquement pas responsable ».
En novembre 2016, la mission mandatée par la ministre Ségolène Royal sur l'extraction de sable coquillier en baie de Lannion a été dévoilée lors de la commission de suivi à Lannion. Les experts reconnaissent que les extractions faites ont été conformes mais ils recommandent des ajustements qui décalent l'exploitation dans le temps. L'extraction est pour l'instant suspendue.

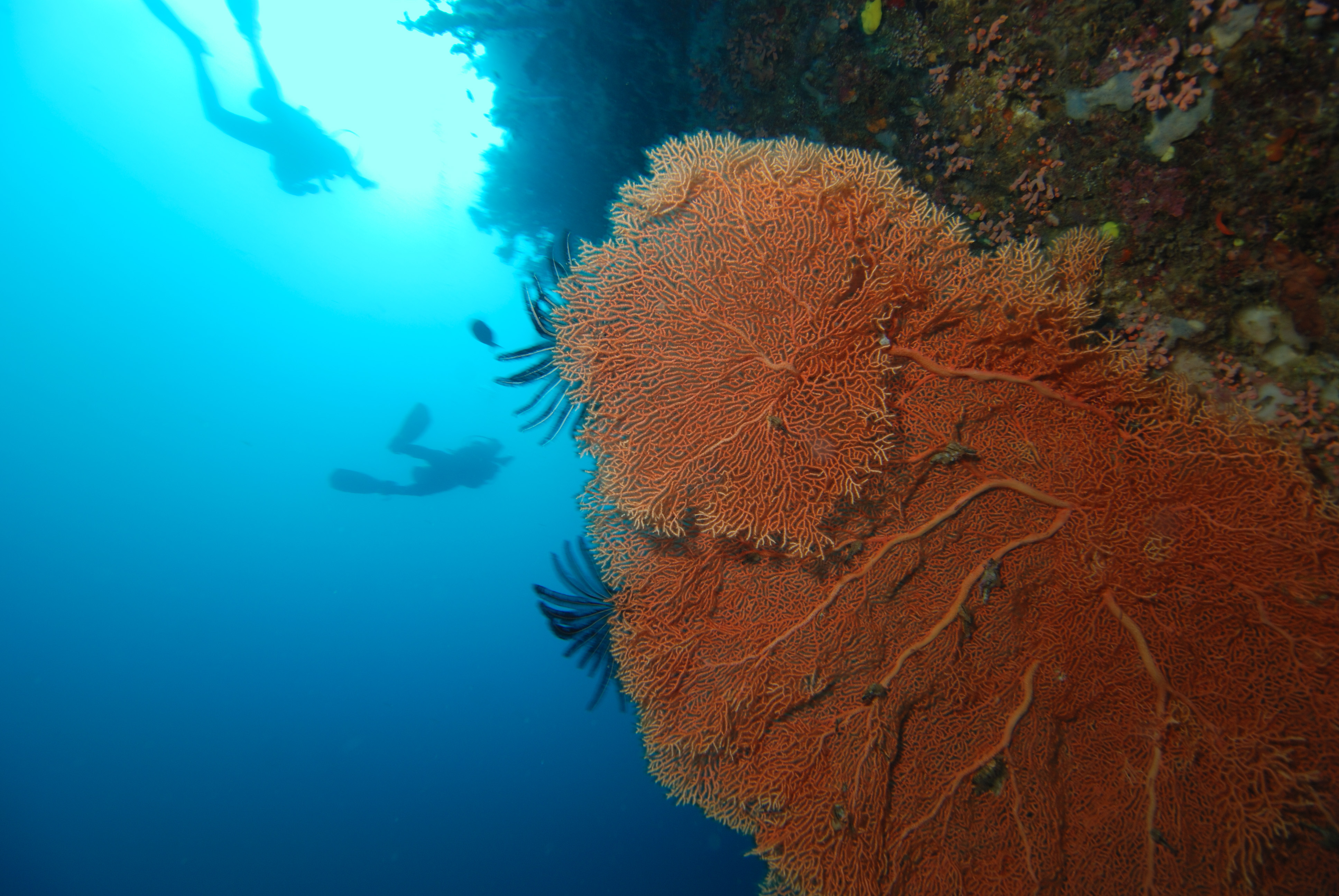
Gorgone, corail présent dans la zone d'exploitation prévue.

### Avis du collectif sur le projet
Depuis le début, les opposants estiment que le dossier d’enquête publique déposé par la CAN est incomplet compte tenu des conséquences économiques et écologiques que l’extraction peut avoir au niveau local.
Par ailleurs, fin 2016, une espèce protégée, la gorgone (sorte de corail), classée vulnérable, a été détectée par des scientifiques dans la baie de Lannion et pourrait être affectée par ce projet.
Le Peuple des dunes en Trégor estime que le sable coquillier pourrait être remplacé par du calcaire extrait de carrières terrestres, par des coquilles d’huîtres broyées, de crépidules (coquillage gastéropode) ou encore de la tangue (mélange très fin de sable coquillier calcaire et de limons argileux) de la baie du Mont-Saint-Michel.

## Composition du collectif
Le Peuple des Dunes en Trégor est un collectif hétéroclite et apolitique. Il se compose de pêcheurs, défenseurs de l'environnement, clubs de plongée, comités de conchyliculteurs, etc.
Alain Bidal est le président du collectif.

## Soutien des élus locaux
En janvier 2015, la communauté de communes Lannion Trégor Agglomération a pris une motion contre l’extraction de sable. Puis en mars 2015, elle a voté une subvention de 10 000 euros au collectif Le Peuple des Dunes en Trégor,.
« Je ne suis pas opposée à l’extraction de sable dans son principe, j’en comprends les enjeux. Mais je suis fortement inquiète de la localisation choisie pour ce projet pour des raisons environnementales et une insuffisante prise en compte des conflits d’usage avec d’autres activités économiques ou de loisirs. »
— Corinne Erhel, députée (PS) de Lannion.

## Actions du collectif

### Pétition
En mai 2012, une pétition lancée par Le Peuple des Dunes en Trégor a recueilli plus de 12 500 signatures.

### Manifestation
Le Peuple des Dunes en Trégor a organisé une manifestation le 13 mai 2012 à Trébeurden,.
Selon la police et les organisateurs, entre 4 500 et 7 000 personnes, ont manifesté le 24 janvier 2015, à Lannion.

### Recours
À la suite du décret autorisant le projet d'extraction de la CAN, Le Peuple des Dunes en Trégor a déposé, le 3 août 2016 avec plusieurs communes, un recours en référé pour l’annulation des arrêtés préfectoraux autorisant l’exploitation, qui a été rejeté le 5 septembre 2016.
La CAN dépêche alors ses bateaux et commence à extraire du sable durant deux nuits d’affilée. Procédé contre lequel 4 000 à 5 000 personnes ont manifesté dans la foulée à Lannion le 11 septembre 2016. Emmanuel Macron s'exprime alors sur le sujet : « Il n’est résolument pas acceptable de commencer l’exploitation à la sauvette ».
Deux jours après, la CAN décide de suspendre ses prélèvements jusqu’en novembre « dans un souci d’apaisement » tout en rappelant qu’elle n’avait enfreint aucun règlement.

### Interpellation du ministre
En juin 2017, le Peuple des dunes en Trégor a écrit à Nicolas Hulot. Il demande au ministre de l’Écologie d’abroger le décret autorisant l’extraction de sable coquillier en baie de Lannion en lui rappelant qu'en 2013, il avait demandé à Arnaud Montebourg de ne pas autoriser cette extraction,.
Le 13 août 2017, 2000 opposants à l’extraction de sable en baie de Lannion se mobilisent sur la plage de Trébeurden.
Reçus le 30 août 2017 à Bercy pour une « réunion de conciliation », ils n'ont obtenu aucune avancée : pas de reprise ni d’arrêt de l’extraction, pas non plus de calendrier précis dévoilé.

## Association dissidente
Le Peuple des dunes de Batz à Bréhat est une association, née d’une dissidence avec le Peuple des dunes en Trégor, qui affirme fédérer 17 collectifs et associations, opposés au projet d’extraction sur le gisement de la Pointe d’Armor. Elle prône des actions plus « musclées » et reproche au président du Peuple des Dunes en Trégor « son autocratie » et son choix d'agir dans la stricte légalité.

## Jugement
La cour administrative d'appel de Nantes a confirmé en janvier 2021 la légalité de l'arrêté préfectoral qui avait autorisé  en 2015 l'extraction de sables sous-marins de la Pointe d'Armor, dans la baie de Lannion. La durée de l'extraction a été ramenée de 20 à 15 ans, le périmètre d'extraction restreint à 1,5 km2 et les quantités autorisées diminuées.

## Arrêt de l'extraction
La Compagnie armoricaine de navigation a informé le préfet du Finistère de l'arrêt de l'extraction de sable en Baie de Lannion le 4 novembre 2021, selon le député des Côtes-d'Armor Eric Botherel.